# Ганс фон Борріс
Ганс Крістіан Бодо Карл Фрідріх Август фон Борріс (нім. Hans Christian Bodo Karl Friedrich August von Borries; 11 серпня 1819, маєток Штайнлаке, Кірхленгерн — 12 травня 1901, Галле) — німецький офіцер і історик, оберст Прусської армії.

## Біографія
Син ландрата Філіппа фон Борріса (1778–1838) і його дружини Луїзи, уродженої фон Бюлов (1777–1861). Після закінчення гімназії в Герфорді вступив в 7-му артилерійську бригаду в Мюнстері. Потім служив в Берліні і Данцигу. Учасник Французько-прусської війни, командир 2-го дивізіону Нижньосілезького польового артилерійського полку №5. В 1872 році звільнений у відставку за станом здоров'я. Після цього Борріс переїхав у Вайсенфельс, де став почесним членом міської ради і брав участь у створенні декількох асоціацій, в тому числі з благоустрою, античності, літератури і музики. В 1883 році став куратором декількох різних виставок, з яких уряд Саксонії прагнув створити Музей краєзнавства і археології провінції Саксонія. В 1884 році музей був відкритий в Галле і 16 липня Борріс став його директором. Окрім організації і збільшення музейних фондів, Борріс провів декілька розкопок в Лойні, Обгаузені, Галле, Плессі, Шкелені і Петерсберзі. 1 липня 1890 року вийшов на пенсію.

## Сім'я
6 грудня 1859 року одружився в Ессені з Марією фон Біркган (1838–1899). В пари народились четверо дітей:
- Альберт (1860–1921) — гауптман Прусської армії і почесний лицар ордена Святого Йоанна.
- Луїза (1862– ?)
- Рудольф (1863–1932) — генерал-майор Прусської армії.
- Георг (1870–?) — торговець.

## Нагороди
- Хрест «За вислугу років» (Пруссія)
- Залізний хрест 2-го класу
- Столітня медаль